# Гедеон Пазин
Гедеон Пазин (?, Стропков — 17 лютого 1754, Мукачево) — священник-василіянин, протоігумен провінції святого Миколая на Закарпатті (1744–1754), піснетворець.

## Життєпис
Народився в містечку Стропков на Пряшівщині. Близько 1722 року вступив до василіянського монастиря. Після богословських студій був висвячений на священника. У 1730 році призначений ігуменом монастиря у Малому Березному. Займався розбудовою монастиря, яку завершив у 1742 році. Учитель новиків у Малому Березному в 1743 році. У 1744 році був обраний на уряд протоігумена, який виконував упродовж десяти років.
У січні 1749 року скликав до Мукачівського монастиря надзвичайний монаший собор, на якому було запроваджено давні монаші правила і доручено монахам докладно їх зберігати. Він відновив також давній звичай східних монахів і заборонив у монастирях вживати м'ясні страви.
У 1749 році в товаристві свого секретаря о. Макарія Шугайди, протоігумен Пазин відвідав усі Марамороські монастирі й залишив по собі їхній докладний список, подаючи не тільки їхню коротку історію, але й докладний інвентар кожного монастиря. Пазин старався, щоб монастирське майно, яке єпископ Мануїл Ольшавський намагався привласнити для єпархії, залишилося при Свято-Миколаївському монастирі, а сам Ольшавський у 1752 році отримав наказ Угорської придворної канцелярії у Відні покинути монастир і перенести свою резиденцію до міста.. Протоігумен Гедеон Пазин залишив після себе цінний Дневник у двох частинах: у першій містяться записи з 1747 року, а в другій — з 1752 року.
Помер 17 лютого 1754 року в Мукачівському монастирі.

## Пісенна творчість
Збереглося дві пісні Гедеона Пазина «Плачи, душе, слез излій море» (№ 37 у «Богогласнику»), «Горі, горі, душе моя, ко Творцу своєму», що користувалися великою популярністю на Закарпатті у XVIII–XIX ст., входили до репертуарів більшості тогочасних місцевих рукописних співаників.